# خربس (قشم)
روستای خربس (خربز) یکی از روستاهای آباد توابع بخش مرکزی شهرستان قشم در استان هرمزگان واقع در جنوب ایران است.
این روستای قدیمی در جزیره قشم و بر سر راه قشم به درگهان واقع شده‌است مهم‌ترین ویژگی آن که تعجب و شگفتی هر بیننده را برمی‌انگیزد، معماری صخره‌ای موجود در آن است. در دل ارتفاعات روستای خربس، آثار باشکوهی از معماری صخره‌ای دیده می‌شود که به عقیده برخی، نیایشگاه پیروان میترائیسم و باپرستشگاه آناهیتا خدای آب بوده‌است.